# Tiếng Đức Đông Trung
Tiếng Đức Đông Trung (tiếng Đức: Ostmitteldeutsch) là ngôn ngữ Trung Đức khác phương ngữ Franken thuộc nhóm ngôn ngữ Đức cao địa. Tiếng Đức tiêu chuẩn như một biến thể của ngôn ngữ Thượng Đức hiện nay, đã phát triển từ sự phù ứng của tiếng Đức Đông Trung (đặc biệt là phương ngữ Thượng Saxon được thúc đẩy bởi Johann Christoph Gottsched) và Đông Franken. Các phương ngữ chủ yếu được sử dụng ở Trung Đức và một số khu vực ở Brandenburg (từng được sử dụng ở Silesia và Bohemia).

## Phương ngữ
Tiếng Đức Trung Đông được nói ở phần lớn văn hóa Trung Đức (Mitteldeutschland) như hiện nay.
Theo Glottolog, ngôn ngữ này có các phương ngữ sau:
- Đức Đông Trung phía Trung
  - Thượng Phổ (Hochpreußisch) (gần tuyệt chủng)
  - Thüringen (Thüringisch)
  - Thượng Saxon (Obersächsisch)
    - Anhaltisch
    - Meißnisch
    - Osterländisch
    - Westlausitzisch
    - Erzgebirgisch

  - Nordobersäschisch-Südmärkisch
- Schlesisch–Wilmesau
  - Silesia (Schlesisch) (gần tuyệt chủng)
    - Zipser cổ (Altzipserisch)

  - Wymysorys
  - Đông Yiddish (một dạng của tiếng Yiddish bên cạnh tiếng Tây Yiddish)

Một bộ phận khác là:
- Ostmitteldeutsch (Đức Đông Trung)
  - Thüringisch (Thüringen)
    - Zentralthüringisch (Trung Thüringen)
      - Westthüringisch (Tây Thüringen)
      - Ostthüringisch (Đông Thüringen)

    - Nordthüringisch (Bắc Thüringen)
      - Honsteinisch
      - Sonderhäusisch
      - Eichsfeldisch
      - Südmansfeldisch

  - Obersächsisch (Thượng Saxon)
    - Erzgebirgisch (Erzbergisch)
      - Westerzgebirgisch (Tây Erzbergisch)
      - Osterzgebirgisch (Đông Erzbergisch)
      - Vorerzgebirgisch (Vorerzbergisch)

    - Südmeißnisch (Nam Meißnisch), thuộc Erzgebirgisch[5] hoặc Meißnisch[6]
    - Meißnisch
      - Südostmeißnisch (Đông Nam Meißnisch)
      - Westmeißnisch (Tây Meißnisch)
      - Nordmeißnisch (Bắc Meißnisch)
      - Nordostmeißnisch (Đông Bắc Meißnisch)

    - Nordobersächsisch (Bắc Thượng Saxon)
      - Osterländisch
      - Nordmansfeldisch
      - Fuhnisch
      - Dübenisch

  - Lausitzisch-Märkisch hoặc Lausitzisch-Neumärkisch
    - Lausitzisch (Lausitzisch, nghĩa đen là phương ngữ Lusatia)
      - Oberlausitzisch (Thượng Lausitzisch)
      - Neulausitzisch (Tân Lausitzisch)
      - Westlausitzisch (Tây Lausitzisch)
      - Ostlausitzisch (Đông Lausitzisch)
      - Niederlausitzisch (Hạ Lausitzisch)

    - Südmärkisch (Nam Märkisch)
    - Neumärkisch (Tân Märkisch)

  - Schlesisch (Silesia)
    - Gebirgsschlesisch (Silesia miền núi)
      - Löwenbergisch
      - Schweidnitzisch
      - Glatzisch

    - Südostschlesisch (Đông Nam Silesia)
      - Oelsisch
      - Briegisch
      - Strehlisch

    - Mittelschlesisch (Trung Silesia)
    - Westschlesisch (Tây Silesia)
    - Neiderländisch

  - Böhmisch (Bohemia)
    - Ostegerländisch (Đông Egerländisch)
    - Nordwestböhmisch (Tây Bắc Bohemia)
    - Nordböhmisch (Bắc Bohemia)
    - Nordostböhmisch (Đông Bắc Bohemia)

  - Nordmährisch (nđ. Bắc Moravia)
    - Oppaländisch
    - Kuhländisch
    - Zentralnordmährisch (lit. Trung Bắc Moravia)

  - Hochpreußisch (Thượng Phổ)
    - Breslauisch
    - Oberländisch
      - Nordoberländisch (Bắc Oberländisch)
      - Rosenbergisch

### Nordobersächsisch-Südmärkisch
Khu vực phương ngữ Nordobersächsisch-Südmärkisch nằm ở phía Bắc của Thượng Saxon và phía Tây Bắc của Silesia, bao gồm một số khu vực của Lusatia ở phía Nam và Bắc, phụ thuộc vào định nghĩa, có thể bao gồm khu vực xung quanh Berlin. Ngôn ngữ này bao gồm nhiều phần phụ, chuyển sang nhóm Thượng Đức (từ Hạ Đức hoặc Sorbia) xảy ra ở những thời điểm khác nhau và trong những điều kiện khác nhau.